# Grote (westfälisches Adelsgeschlecht)

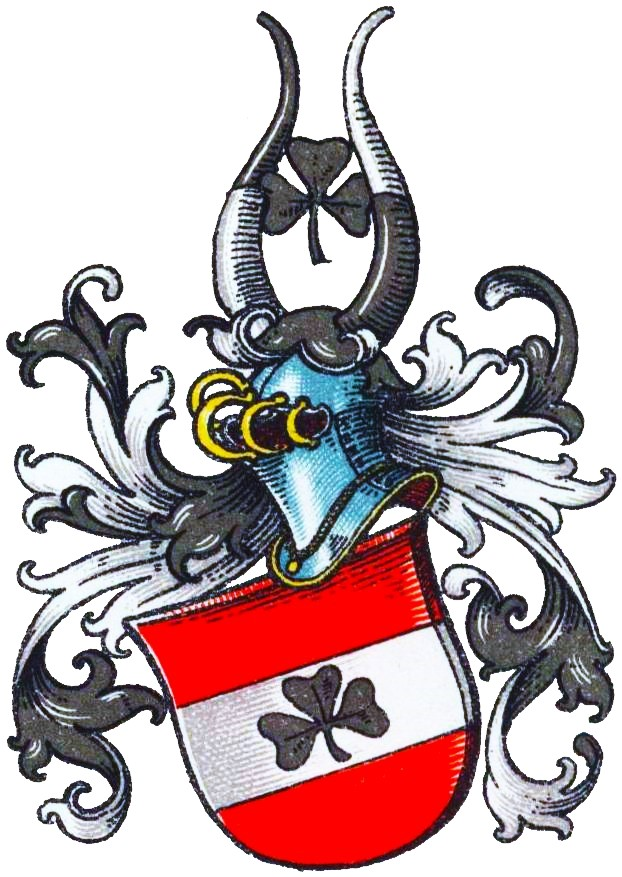
Wappen derer von Grote im Wappenbuch des Westfälischen Adels

Grote (auch Grothe) ist der Name eines erloschenen westfälischen Adelsgeschlechts.
Die Familie ist zu unterscheiden von mehreren namensgleichen oder namensähnlichen, aber wappenverschiedenen nichtverwandten Adelsgeschlechtern, z. B. den niedersächsischen Grote, den baltischen Grote oder den deutsch-niederländischen Groote.

## Geschichte
Das Geschlecht war im Lippeschen, Tecklenburgischen und im Hochstift Osnabrück angesessen. Bereits 1500 besaß es Grotenburg bei Osnabrück (bis 1707). Ferner 1600 Haus Gartlage und einen Burgmannsitz zu Lemgo sowie ab 1606 Niedertalle.
Stammvater zu Lemgo war Dietrich Grothe der Ältere (1485–1519), Erbherr zu Grotenburg und Lemgo, verheiratet mit Ilse von Gevekotten aus dem Hause Leestede in der Grafschaft Lippe.
Er war Vater von Dietrich, Bürgermeister von Lemgo 1523–1533, Alexander, Bürgermeister 1542–1551, der 1548 eine Wappenbestätigung von Kaiser Karl V. erhielt und umfangreichen Grundbesitz hatte, vor allem in Lippe und im Hochstift Osnabrück, sowie von Engelbert Grothe († 1518).
Der herzoglich braunschweigische Geheime Rat Engelbert Grothe zu Lemgo († um 1605/06) heiratete 1586 Catharina, die Schwester des oldenburgischen Kanzlers Johann von Prott (1573–1634). Des Erstgenannten Bruder Johann Grothe (1563–1626), Kanzler des Landgrafen Moritz von Hessen-Kassel, war verheiratet mit Elisabeth aus dem alten hessischen Adelsgeschlecht derer Hund zu Gudensberg, einer Tochter des hessen-kasselschen Kanzlers Heinrich Hund. Engelbert und Johann Grothes Großcousin, der Advokat am lippischen Hofgericht Johann Grothe (1544–1609), erhielt 1606 ein ritterschaftliches Privileg für seinen Hof zu Talle bei Lemgo und war mit Gertrud Orth ab Hagen verheiratet.
Ein Zweig der Familie gelangte nach Hamburg, wo Hinrik Grote 1675 bis 1680 Ratsherr war.
Die Familie erlosch im Mannesstamm mit dem Tod von Alexander von Grote am 23. September 1752. Zu diesem Zeitpunkt hatte die Familie noch den genannten Burgmannsitz sowie die Güter Meesenburg, Neuhaus, Talle, Gut Vortlage bei Lengerich und Wüstenei im Besitz. Alexander von Grote war ab 1726 verheiratet mit Agnesa Isabella von Steding, die 1739 starb, und war königlich preußischer Landrat der Grafschaft Tecklenburg. Als er 1752 ohne eigene Nachkommen starb, lebte noch seine im Jahr 1700 geborene Schwester Charlotte von Grote, die zur katholischen Konfession konvertiert war und 1769 als Nonne Marie Antonette starb. Die weitere Schwester Christina Philippina Dorothea Amalia, 1702 auf Grotenburg geboren, brachte ihrem Ehemann, dem gräflich lippeschen Schlosshauptmann Georg Dietrich, Freiherr von Blomberg, 1752 sämtliche groteschen Güter zu. Nach einem Erbvertrag sollte sich dieser Zweig Freiherr von Blomberg genannt Groten schreiben und beide Stammwappen vereinen.

## Wappen
Blasonierung: In Rot ein silberner Balken mit einem schwarzen Kleeblatt belegt. Auf dem Helm mit schwarz-silbernen Helmdecken zwei von Schwarz und Silber mit gewechselten Farben quergeteilte Büffelhörner.

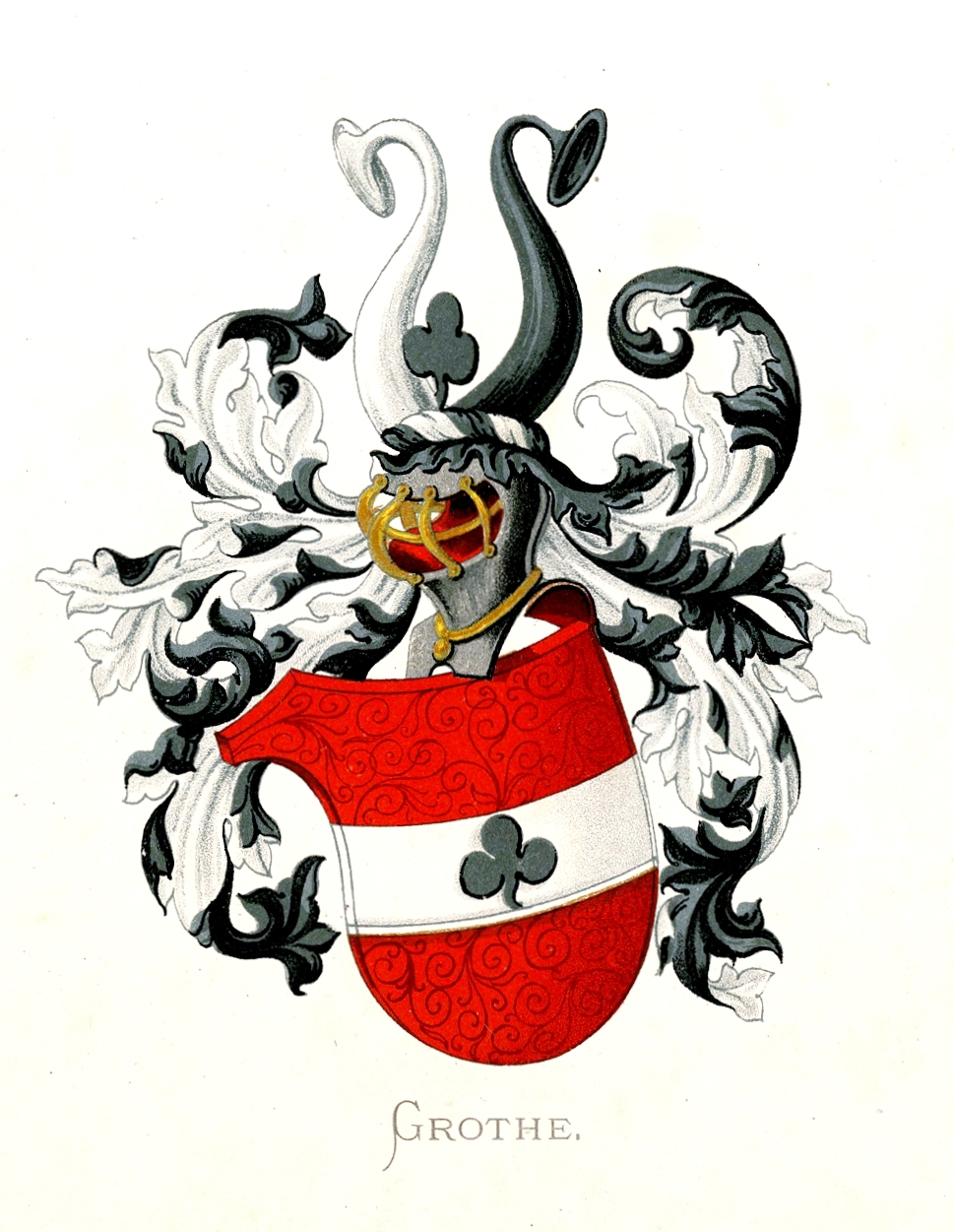
Wappen derer von Grote im „Stam- en wapenboek van aanzienlijke Nederlandsche familiën“
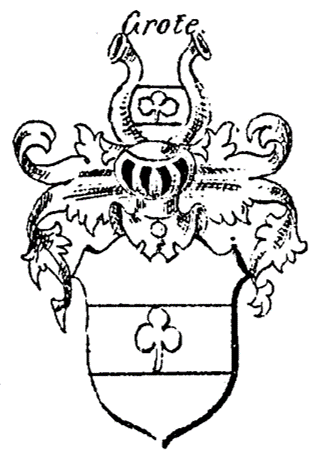
Wappen des Hinrik Grote in Siebmachers Wappenbuch